# Stefan Porębowicz

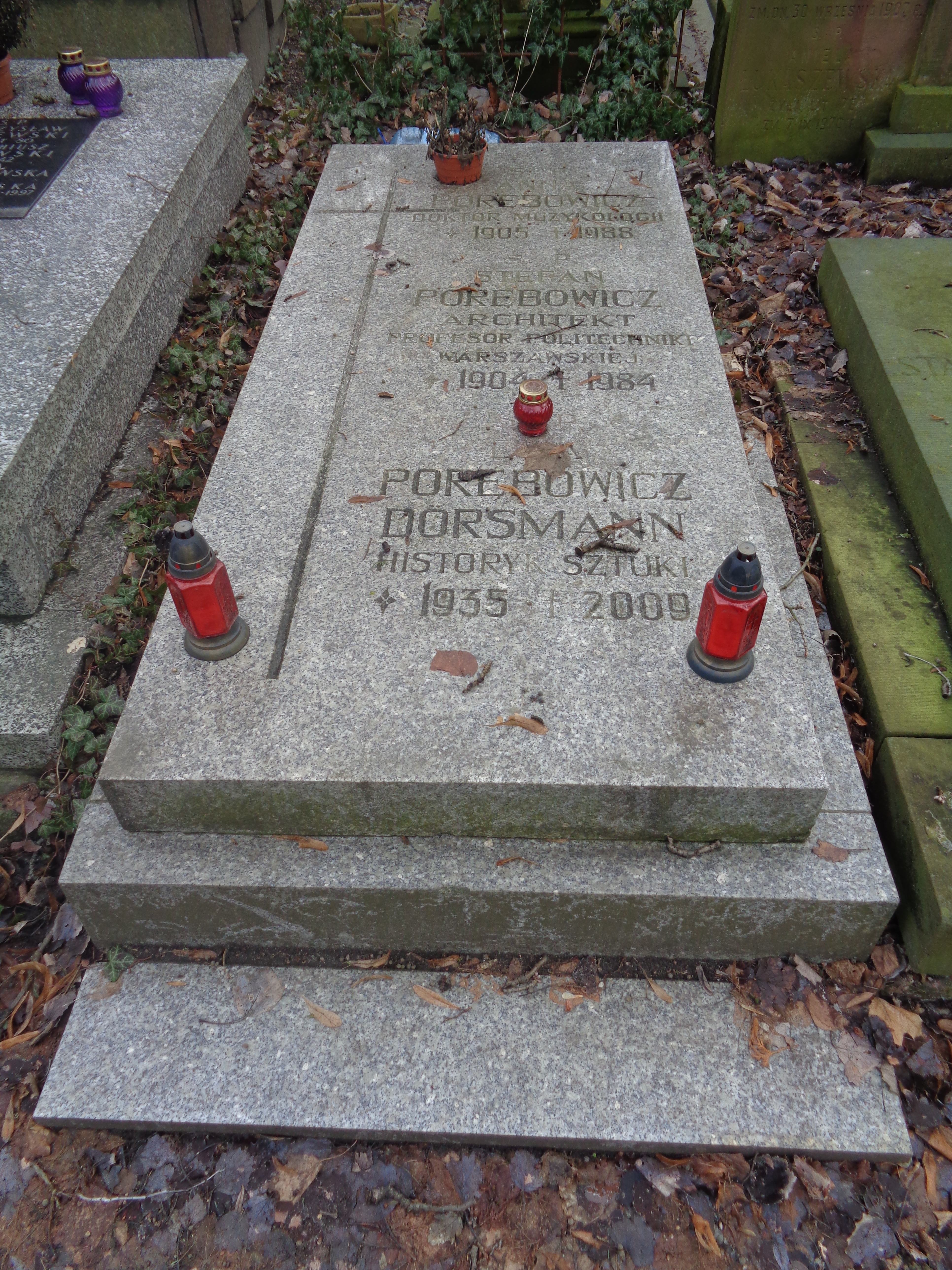
Grób Stefana Porębowicza na Cmentarzu Powązkowskim

Stefan Porębowicz (ur. 14 grudnia 1904 we Lwowie, zm. 27 marca 1984 w Warszawie) – polski architekt, profesor Politechniki Gdańskiej i Politechniki Warszawskiej.

## Życiorys
Był synem Edwarda Porębowicza, profesora romanistyki na Uniwersytecie Jana Kazimierza oraz wziętego tłumacza. Jako nastolatek w listopadzie 1918 brał udział w obronie Lwowa, a następnie szerzej podczas wojny polsko-ukraińskiej.
Studiował na Politechnice Lwowskiej, wśród jego wykładowców był m.in. Władysław Derdacki. Od 1931 był adiunktem, a od 1940 asystentem w Katedrze Sztuki Użytkowej. W 1937 zastąpił Andrzeja Frydeckiego na stanowisku wiceprezesa lwowskiego oddziału SARP. Po wysiedleniu ze Lwowa osiadł w Gdańsku, gdzie został wykładowcą na tamtejszej Politechnice, kierował Zakładem Projektowania Budynków Służby Zdrowia, który został przekształcony w Katedrę Służby Zdrowia na Wydziale Architektury. W późniejszych latach przeniósł się do Warszawy i zawodowo związał się z Politechniką Warszawską.
Został pochowany na cmentarzu Powązkowskim w Warszawie (kwatera 233-2-3). Był żonaty z Anną Porębowicz (z domu Hornung, 1905–1988, doktor muzykologii), z którą miał córkę Ewę Porębowicz-Dörsmann (1935-2009, historyk sztuki).

## Wybrane projekty
- Budynek mieszkalny przy ul. Letniej we Lwowie /1930/;
- Projekt pensjonatu w Morszynie /1934/;
- Projekt gmachu Miejskich Zakładów Elektrycznych III miejsce /1934/ (współpraca Andrzej Frydecki);
- Projekt konstrukcji Domu Żołnierza Polskiego we Lwowie (współautor: Andrzej Frydecki, zatwierdzony w 1932, budowa rozpoczęta w 1934, przed 1935 przerwana[3]; ukończono w 1961 według założeń Ludmiły Niwiny);
- Kościół Chrystusa Króla w dzielnicy Kozielniki budowany od 1937 (współpraca Roman Chrystowski), realizację przerwał wybuch II wojny światowej, po 1945 przebudowany na magazyn, a obecnie znajduje się w nim zakład budowlany;
- Willa inż. B. Szymańskiego przy ul. Gipsowej 36 we Lwowie /1936-39/;
- Willa P. Mokrzyckiego przy ul. Gipsowej 38 we Lwowie /1937-39/;
- Sanatorium w Lubieniu Wielkim przed /1939/;
- Dom jednorodzinny przy ul. Greckiej 5 we Lwowie (współpraca K. Weiss).

## Opracowania
- "Architektura służby zdrowia", "Architektura" nr 1/1955;
- "Najstarsze szpitale psychiatryczne w Europie", "Szpitalnictwo Polskie" nr 1/1961;
- "Renesansowy szpital "Ospedale Maggiore"" w Mediolanie "Szpitalnictwo Polskie" nr 5/1961,
- "Problem humanizacji szpitali", "Szpitalnictwo Polskie" nr 6/1962;
- "Szpital psychiatryczny w Cadillac. 250 lat tradycji opieki psychiatrycznej", "Szpitalnictwo Polskie" nr 1/1964;
- "Domy inwalidów w dawnej Rzeczypospolitej Polskiej" "Szpitalnictwo Polskie" nr 1/1965;
- "Zasady modularnej koordynacji wymiarowej dla projektowania budynków szpitalnych w Wielkiej Brytanii", "Szpitalnictwo Polskie" nr 2/1965;
- "Rozrost i elastyczność wewnętrzna rozplanowania jako kryteria nowoczesności projektów szpitali", "Szpitalnictwo Polskie" nr 14/1970;
- "Projektowanie obiektów służby zdrowia", Wydawnictwo „Arkady”, Warszawa 1973.

## Odznaczenia
- Złoty Krzyż Zasługi – dwukrotnie (1949[4], 1952[5])
- Medal 10-lecia Polski Ludowej (1955)[6]